# La Chute du Léviathan
La Chute du Léviathan (titre original : Leviathan Falls) est un roman de science-fiction de l'écrivain américain James S. A. Corey, publié en 2021 puis traduit en français et publié en 2022. Il s'agit du neuvième roman de la série The Expanse.

## Éditions
- Tiamat's Wrath, Orbit, 30 novembre 2021, 518 p.  (ISBN 978-0-316-33291-0)
- La Chute du Léviathan, Actes Sud, coll. « Exofictions », 4 mai 2022, trad. Yannis Urano, 560 p.  (ISBN 978-2-330-16626-7)
- La Chute du Léviathan, Actes Sud, coll. « Babel » no 1903, 4 octobre 2023, trad. Yannis Urano, 656 p.  (ISBN 978-2-330-18381-3)